# Franco Uncini
Franco Uncini (né le 9 mars 1955 à Recanati, dans la province de Macerata dans la région des  Marches) est un ancien pilote motocycliste. Il a couru entre 1976 et 1985.

## Biographie

### Carrière
Franco Uncini débute dans le championnat du monde en 1976 lors du Grand Prix d'Espagne sur une Yamaha. Il court en championnat 250 cm3 et 350 cm3. En 1977, il passe chez Harley-Davidson Aermacchi et termine 2e du Championnat avec 2 victoires.
C'est seulement au tournant des années 1980 qu'il émerge réellement avec la génération Freddie Spencer-Kenny Roberts. 
En 1982, il est champion du monde en 500 cm3 avec 5 victoires. Il faut attendre Valentino Rossi pour voir à nouveau un pilote italien devenir champion du monde 500 et gagner son grand prix national.

### Accident et fin de carrière
1983 commence moins bien pour Uncini, qui ne réédite pas sa performance de l'année précédente.
Il arrive donc au Grand Prix moto des Pays-Bas, sur le Circuit d'Assen avec une pression énorme. Il se qualifie en 2e ligne. Après l'épingle et la ligne droite suivante, les pilotes arrivent dans le moyen droite. C'est là que survient l'accident au milieu du premier tour : Uncini remet les gaz un peu trop fort et passe par-dessus sa moto. La chute est sans gravité, mais il fait la même erreur que Michel Rougerie : il cherche à se mettre tout de suite à l'abri : au moment où il tente de se relever, il est heurté en pleine tête par le pilote australien Wayne Gardner qui chute lui aussi. Uncini a perdu son casque sous le choc.
À la suite du choc il git inerte dans l'herbe. Les drapeaux rouges ne sont pas présentés, l'ambulance arrive donc avec un simple policier pour faire la circulation. Uncini est évacué dans un état très critique vers l'hôpital d'Assen, où il reste quelques jours dans le coma.
Il réussit à revenir pour le championnat 1984, mais il ne sera plus aussi brillant qu'auparavant.
Il renonce à courir en 1985. Il est devenu depuis de nombreuses années le responsable de la sécurité pour Dorna Sports.

## Sources
- Traduction partielle de l'article « Franco Uncini » en italien de You Tube.